# Campyloneurus brachyurus
Campyloneurus brachyurus (лат.) — вид паразитических наездников рода Campyloneurus из семейства Braconidae.

## Распространение
Китай (Hunan)

## Описание
Мелкие бракониды (около 6 мм). Усики тонкие, нитевидые, состоят из 54 члеников. От близких видов отличается следующими признаками: тергиты метасомы с желтоватым рисунком, третий — пятый тергиты метасомы с жёлтыми пятнами, шестой и седьмой тергиты желтовато-белые (у сходного вида Campyloneurus promiscuus они равномерно чёрно-коричневые); пятый тергит метасомы со слабо заметной неполной поперечной передней бороздкой; яйцеклад короткий (0,2 × длины переднего крыла); третий — пятый тергиты метасомы в значительной степени гладкие, редко и мелко пунктированные; виски относительно короткие, при взгляде сверху длина глаза 1,6 × виски и виски линейно суженные за глазами.
Третий тергит брюшка в задней части с хорошо развитой зазубреной поперечной бороздкой. Усики длиннее переднего крыла; дорсальный клипеальный край килевидный; брюшко гладкой и блестящее. Эктопаразитоиды личинок жуков-усачей Callidium vilosulum Fairmaire, 1899 (Coleoptera, Cerambycidae).